# Кулачковые муфты
Кулачковые муфты — механические муфты разных классов и видов, конструкция которых предполагает обязательное наличие двух взаимно-подвижных полумуфт, соединение которых обеспечивается кулачками различного профиля, радиально расположенными идентичным образом на торцовых поверхностях обеих полумуфт. 

## Типы кулачковых муфт
Аксиальная кулачковая муфта
Нерасцепляемая компенсирующая осевая муфта, которая компенсирует осевые смещения соединяемых валов за счет осевой подвижности кулачков относительно друг друга.
Радиальная кулачково-дисковая муфта 
Нерасцепляемая компенсирующая радиальная муфта, которая компенсирует радиальные смещения соединяемых валов за счет радиальной подвижности сателлита, относительно полумуфт по двум взаимно перпендикулярным направлениям.
Упругая кулачковая муфта со звёздочкой
Нерасцепляемая упругая нелинейная муфта, которая обладает упругими и компенсирующими свойствами за счет упругой деформации сжатия неметаллической звёздочки, установленной между кулачками полумуфт.
Сцепная кулачковая муфта 
Управляемая синхронная муфта с механической связью, у которой управление соединения и разъединения валов осуществляется путем ввода или вывода в зацепление кулачков одной из полумуфт, установленной подвижно на валу, с кулачками другой полумуфты.
Предохранительная кулачковая муфта 
Самодействующая предохранительная муфта с неразрушающимся звеном, которая выключается за счет осевых сил, возникающих при передаче крутящего момента на взаимодействующих торцевых поверхностях кулачков полумуфт, поджимаемых пружинами.